# La camioneta
La camioneta es una película británica de 1996, basada en la novela The Van (la tercera de la The Barrytown Trilogy) de Roddy Doyle. Como The Snapper (1993), fue dirigida por Stephen Frears. (La primera película de la trilogía, The Commitments (1991), fue dirigida por Alan Parker). Fue seleccionada para la sección oficial del Festival Internacional de Cine de Cannes de 1996. The film stars Colm Meaney and Donal O'Kelly.

## Plot
Brendan "Bimbo" Reeves es despedido de su trabajo como panadero en Barrytown, un barrio de clase trabajadora de Dublín. Con su finiquito, compra una camioneta y vende pescado y patatas fritas con su mejor amigo, Larry. Debido, en parte, al sorprendente éxito de Irlanda en la Copa Mundial de la FIFA 1990, su negocio comienza bien. Sin embargo, la relación entre los dos amigos pronto se vuelve tensa cuando Bimbo y su esposa, Maggie, se comportan cada vez más como jefes típicos. Larry cree que Maggie es la causa de la tensa amistad, ya que cree que ella está alejando a Bimbo de él.
Luego, el inspector de salud Des O'Callaghan cierra la camioneta debido a la falta de higiene. Bimbo cree que Larry le contó a la Junta de Salud sobre la camioneta, lo que llevó a una pelea entre los dos. Larry renuncia al trabajo, a pesar de los mejores esfuerzos de Bimbo para recuperarlo. Bimbo luego conduce la camioneta hacia el mar, para recuperar su amistad con Larry.

## Reparto
- Colm Meaney como Larry
- Donal O'Kelly como Brendan "Bimbo" Reeves
- Ger Ryan como Maggie
- Caroline Rothwell como Mary
- Neilí Conroy como Diane
- Rúaidhrí Conroy como Kevin
- Brendan O'Carroll como Weslie
- Stuart Dunne como Sam
- Jack Lynch como Cancer
- Laurie Morton como Maggie's Mum
- Marie Mullen como Vera
- Jon Kenny como Gerry McCarthy

## Acogida de público y crítica
Roger Ebert del Chicago Sun-Times escribió, "Cuando vi The Van por primera vez en el Festival Internacional de Cine de cannes de 1996, sentí que Sentí que era la menor de las tres películas, y todavía lo hago, pero se recortó de unos cinco minutos de metraje después de Cannes y, al verla nuevamente un año después, la encontré más rápida y viva. También es el más reflexivo, en cierto modo, y el final tiene una conmovedora y una cualidad no resuelta que es correcta: estas vidas desorganizadas no encajarían en un final ordenado.
Rotten Tomatoes le dio un 38% basado en 21 críticas.